# Condado de Greer
O Condado de Greer é um dos 77 condados do estado norte-americano do Oklahoma. A sede do condado é Mangum, que também é sua maior cidade.
A área do condado é de 1667 km² (dos quais 04 km² são cobertos por água), uma população estimada de 5 712 habitantes em 2019 e uma densidade populacional de 4 hab/km².

## Condados Adjacentes
- Condado de Beckham (norte)
- Condado de Kiowa (leste)
- Condado de Jackson (sul)
- Condado de Harmon (oeste)

## Cidades e Vilas
- Granite
- Mangum
- Willow
- Brinkman